# Augusto di Anhalt-Plötzkau
Augusto di Anhalt-Plötzkau (Dessau, 14 luglio 1575 – Plötzkau, 22 agosto 1653) fu principe di Anhalt-Plötzkau dal 1586 al 1653.

## Biografia
Figlio del principe Gioacchino Ernesto di Anhalt e della sua seconda moglie, Eleonora di Württemberg, succedette al padre sul trono di Anhalt-Köthen alla morte di questi, nel 1586.
Emmanuele Lebrecth morì il 22 agosto 1653, a Köthen, lasciando la successione al figlio primogenito Emmanuele.

## Matrimonio e figli
Augusto sposò nel 1618 Sibilla di Solms-Laubach, dalla quale ebbe i seguenti eredi:
- Giovanna (1618-1676)
- Ernesto Amedeo (1620-1654), principe di Anhalt-Plötzkau
- Lebrecht (1622-1665), principe di Anhalt-Plötzkau, sposò Sofia Eleonora Ursula di Stolberg-Ortenberg
- Dorotea (1623-1637)
- Ehrenpreis (1625-1626)
- Sofia (1627-1679)
- Elisabetta (1630-1692)
- Emmanuele (1631-1670), principe di Anhalt-Köthen, sposò Anna Eleonora di Stolberg-Wernigerode

## Ascendenza
|                                   |                         |                                  | Genitori                          |  |  | Nonni |  |  | Bisnonni |  |  | Trisnonni |  |
|                                   |                         |                                  |                                   |  |  |       |  |  | …        |  |  | …         |  |
|                                   |                         |                                  |                                   |  |  |       |  |  | …        |  |  | …         |  |
|                                   |                         | …                                |                                   |  |  |       |  |  | …        |  |  |           |  |
| Giovanni II di Anhalt-Dessau      |                         |                                  |                                   |  |  |       |  |  | …        |  |  |           |  |
|                                   |                         | …                                | …                                 |  |  |       |  |  |          |  |  |           |  |
|                                   |                         | …                                | …                                 |  |  |       |  |  |          |  |  |           |  |
|                                   |                         | …                                | …                                 |  |  |       |  |  |          |  |  |           |  |
| Gioacchino Ernesto di Anhalt      |                         | …                                |                                   |  |  |       |  |  |          |  |  |           |  |
|                                   |                         | Gioacchino I di Brandeburgo      | Giovanni I di Brandeburgo         |  |  |       |  |  |          |  |  |           |  |
|                                   |                         | Gioacchino I di Brandeburgo      | Giovanni I di Brandeburgo         |  |  |       |  |  |          |  |  |           |  |
|                                   |                         | Gioacchino I di Brandeburgo      | Margherita di Sassonia            |  |  |       |  |  |          |  |  |           |  |
| Margherita di Brandeburgo         |                         | Gioacchino I di Brandeburgo      |                                   |  |  |       |  |  |          |  |  |           |  |
|                                   |                         | Elisabetta di Danimarca          | Giovanni di Danimarca             |  |  |       |  |  |          |  |  |           |  |
|                                   |                         | Elisabetta di Danimarca          | Giovanni di Danimarca             |  |  |       |  |  |          |  |  |           |  |
|                                   |                         | Elisabetta di Danimarca          | Cristina di Sassonia              |  |  |       |  |  |          |  |  |           |  |
| Augusto di Anhalt-Plötzkau        |                         | Elisabetta di Danimarca          |                                   |  |  |       |  |  |          |  |  |           |  |
|                                   | Ulrico I di Württemberg | Enrico di Württemberg            |                                   |  |  |       |  |  |          |  |  |           |  |
|                                   | Ulrico I di Württemberg | Enrico di Württemberg            |                                   |  |  |       |  |  |          |  |  |           |  |
|                                   | Ulrico I di Württemberg | Elisabetta di Zweibrücken-Bitsch |                                   |  |  |       |  |  |          |  |  |           |  |
| Cristoforo del Württemberg        | Ulrico I di Württemberg |                                  |                                   |  |  |       |  |  |          |  |  |           |  |
|                                   |                         | Sabina di Baviera                | Alberto IV di Baviera             |  |  |       |  |  |          |  |  |           |  |
|                                   |                         | Sabina di Baviera                | Alberto IV di Baviera             |  |  |       |  |  |          |  |  |           |  |
|                                   |                         | Sabina di Baviera                | Cunegonda d'Austria               |  |  |       |  |  |          |  |  |           |  |
| Eleonora di Württemberg           |                         | Sabina di Baviera                |                                   |  |  |       |  |  |          |  |  |           |  |
|                                   |                         | Giorgio di Brandeburgo-Ansbach   | Federico I di Brandeburgo-Ansbach |  |  |       |  |  |          |  |  |           |  |
|                                   |                         | Giorgio di Brandeburgo-Ansbach   | Federico I di Brandeburgo-Ansbach |  |  |       |  |  |          |  |  |           |  |
|                                   |                         | Giorgio di Brandeburgo-Ansbach   | Sofia di Polonia                  |  |  |       |  |  |          |  |  |           |  |
| Anna Maria di Brandeburgo-Ansbach |                         | Giorgio di Brandeburgo-Ansbach   |                                   |  |  |       |  |  |          |  |  |           |  |
|                                   |                         | Edvige di Münsterberg-Oels       | Carlo I di Münsterberg-Oels       |  |  |       |  |  |          |  |  |           |  |
|                                   |                         | Edvige di Münsterberg-Oels       | Carlo I di Münsterberg-Oels       |  |  |       |  |  |          |  |  |           |  |
|                                   |                         | Edvige di Münsterberg-Oels       | Anna di Sagan                     |  |  |       |  |  |          |  |  |           |  |
|                                   |                         | Edvige di Münsterberg-Oels       |                                   |  |  |       |  |  |          |  |  |           |  |